# Rio Caripi (vattendrag i Brasilien, Pará, lat -0,75, long -47,48)
Rio Caripi är ett vattendrag i Brasilien.   Det ligger i delstaten Pará, i den nordöstra delen av landet, 1 700 km norr om huvudstaden Brasília.
I omgivningarna runt Rio Caripi växer i huvudsak städsegrön lövskog. Runt Rio Caripi är det ganska glesbefolkat, med 43 invånare per kvadratkilometer.